# 爆笑王国
《爆笑王国》是朱斌的漫画，朱江是漫画编辑。主角“呆头”在微博里频繁现身。《呆头农场》也在里面连载。朱斌还于2011年10月5日11点至11点45分在ACG穗港澳动漫游戏展签售，隶属广州漫友文化旗下。是《爆笑校园》的兄弟书，《呆头农场》也在本书登场。